# Mendbajaryn Dschantsanchorloo
Mendbajaryn Dschantsanchorloo (mongolisch Мэндбаярын Жанцанхорлоо, englisch Mendbayaryn Jantsankhorloo; * 15. März 1944) ist ein ehemaliger mongolischer Sportschütze.
Er nahm an den Olympischen Sommerspielen 1968 in Mexiko-Stadt, 1972 in München, 1976 in Montreal und 1980 in Moskau teil. In allen Wettkämpfen mit er nur auf Platzierungen zwischen 11 und 73. Einen Erfolg erzielte er bei den Asienspielen 1982 in Neu-Delhi, wo er mit Mannschaftswettkampf mit dem Kleinkalibergewehr über 50 Meter die Goldmedaille gewann.